# Florencio Idoate Iragui
Florencio Idoate Iragui (Oricáin, Ezcabarte, 27 de octubre de 1912 - Pamplona, 17 de octubre de 2001) fue un escritor, profesor, archivero e historiador español.

## Biografía
Estudió Magisterio ejerciendo en Irurzun durante un tiempo. A partir de 1947 obtiene plaza oficial en el Archivo General de Navarra, entonces dirigido por José Ramón Castro Álava y lo compagina con la docencia en los PP. Escolapios de Pamplona. En esos años se licencia en Filosofía y Letras en la Universidad de Zaragoza. Posteriormente llegará a ser su director hasta la jubilación.
En 1977 obtiene el doctorado con una tesis sobre el Valle de Roncal.
Fue académico correspondiente de la Real Academia de la Historia y participó en diversos congresos de su especialidad.

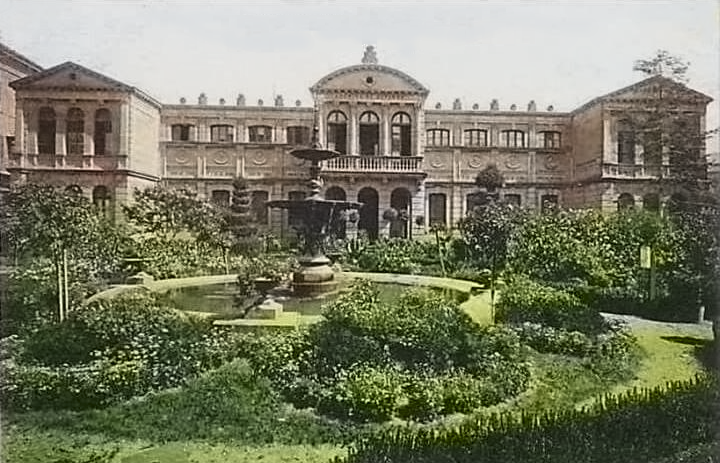
Instalaciones anteriores del Archivo de Navarra en un edificio construido ex-profeso a finales del, donde ejerció Florencio Idoate sus labores archivísticas.

## Obras

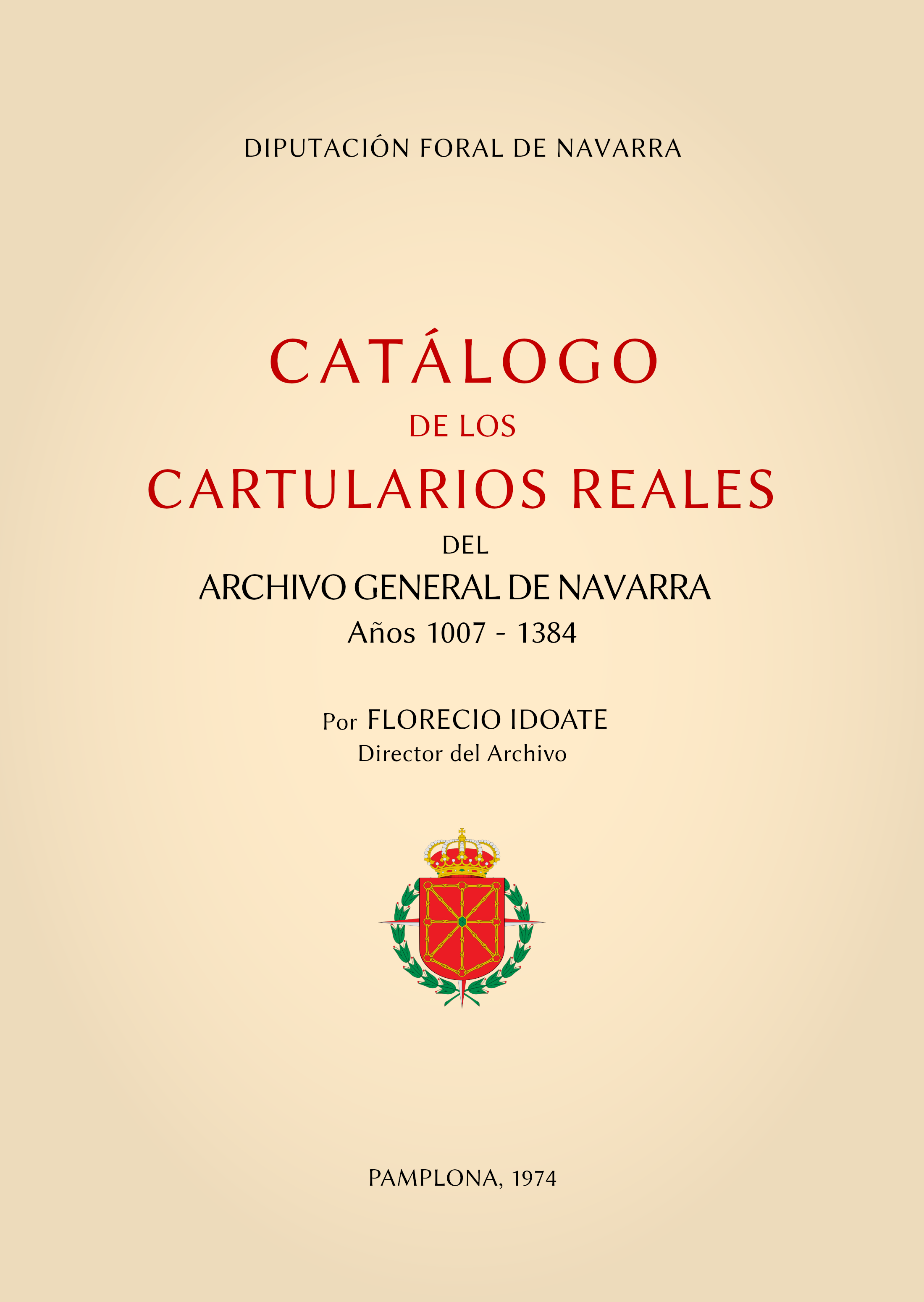
Portada del Catálogo de los Cartularios Reales del Archivo General de Navarra (recreada) de Florencio Idoate

La obra escrita del archivero Idoate es muy amplia y abarca temas y épocas variados, pormenorizando en recogida de materiales sumamente valiosos, no sólo desde el estricto punto de vista histórico sino también desde el antropológico y lingüístico. 
Algunas de sus numerosas publicaciones son:

### Archivística
- Catálogo del Archivo General, Sección de Comptos, Tomos XXXVII-LII (1425-1780) (Pamplona, 1965-1974)
- Catálogo de los Cartularios Reales (Pamplona, 1974), 424 pp.
- Catálogo de documentos de la Sección de Guerra del AGN 1807-1808. Separata, vol. I del II Congreso Histórico Internacional de la Guerra de la Independencia y su época. Instituto Fernando el Católico (1964), 46 pp.
- Catálogo documental de la Ciudad de Corella. Institución "Príncipe de Viana" (1964), 475 pp.
- Catálogo del Archivo General de Navarra, Sección de Guerra. Documentos años 1259-1800 (Pamplona, 1978), 626 pp.

### Sobre grupos sociales como gitanos y agotes
- Agotes en los valles de Roncal y Baztán "Príncipe de Viana", XXXIII ( 1948), pp. 489-513
- Documentos sobre agotes y grupos afines en Navarra. Pamplona, Institución "Príncipe de Viana" (1973), 303 pp.
- Los gitanos en Navarra, "Príncipe de Viana", XXXVII (1949), pp. 443-474

### Sobre brujería
- Brujería en la montaña de Navarra en el siglo XVI, "Hispania Sacra", vol. IV, 1951 (Separata, 26 pp.)
- Un documento de la Inquisición sobre brujería en Navarra, Pamplona, Institución "Príncipe de Viana" (1972); n.° 20, 193 pp.
- Un proceso de brujería en Burgui, "Revista de Etnología y Etnografía de Navarra" (1975), n.° 20, 52 pp.
- La brujería en Navarra y sus documentos (Pamplona, 1978), 478 pp. y 30 láminas

### Sobre lugares, cendeas y valles de Navarra
- Cosas de pesca en el Bidasoa, en "Homenaje a D. Julio de Urquijo", t. III, San Sebastián, 1950 (Separata; 10 pp.)
- Un valle navarro y una institución. El alcalde mayor y capitán de guerra del valle de Salazar, "Príncipe de Viana", XLII-XLIII (1951), pp. 83-117
- La Comunidad del Valle de Roncal (Pamplona, 1977), 453 pp.
- El valle de Salazar. Madrid, 1956 (Temas Españoles, núms. 245), 29 pp.
- Poblados y despoblados en Navarra en 1534 y 1800, "Príncipe de Viana", núms. 108-109 (1967), pp. 309-338
- Cendeas en Navarra, "Príncipe de Viana" (1973) núms. 130-131, 25 pp.
- Desolados navarros en la primera mitad del siglo XV, "Príncipe de Viana", núms. 138-139 (1975), 64 pp.
- El Señorío de Sarria (Pamplona, 1959), 743 pp.

### Ceremoniales,  cancillería e instituciones
- Inventario de los bienes de la reina D.ª María, esposa de Pedro IV de Aragón, "Príncipe de Viana", XXVIII (1947), pp. 417-435
- Un ceremonial de coronación de los reyes de Inglaterra, "Hispania Sacra", vol. VI, 1953 (Separata, 20 pp.)
- Un formulario de la cancillería navarra del siglo XV, "An. Hist. Dcho. Esp." XXVI (1956), pp. 517-647
- Un ceremonial de la Diputación de Navarra, "An. Hist. Dcho. Esp.", XXVIII (1958)
- Un registro de Cancillería del siglo XIV, "Príncipe de Viana" XX (1959), pp. 100-139
- Relación del viaje del rey y Señor D. Carlos V de Bayona a Elizondo en 1534 según Joaquín de la Cruz, "Príncipe de Viana", LXXXVIII-LXXXIX (1962), pp. 459-471
- Notas para el estudio de la economía navarra y su contribución a la Real Hacienda, "Príncipe de Viana", núms. 7879 (1960), pp. 77-129
- Anales del Virrey D. Martín de Córdoba. Separata de Estudios Eclesiásticos. Homenaje al P. Pérez Goyena, S. J. (1960), 12 pp.
- Navarra hace un siglo o doce años de Diputación Foral, 1860-1872. Pamplona (1965), 34 pp.
- La primera Diputación de Navarra, "Anuario de Historia del Derecho", XL ( 1970), pp. 539-549
- Un intento frustrado de Universidad vasco-navarra en 1866, "Letras de Deusto", I, 1971, 29-45

- Obras de conservación del palacio real de Olite. Siglos XVI-XIX, "Príncipe de Viana" (1969), núms. 112-113 (1968), pp. 237-271
- Una carta del siglo XV en vascuence, "Fontes Linguae Vasconum", n.° 2

### Temas específicamente bélicos
- La Merindad de Tudela durante la guerra realista, "Príncipe de Viana", núms. 104-105 (1966), pp. 277-300
- Diario del bloqueo puesto por los carlistas a la plaza de Pamplona en 1875, "Príncipe de Viana", LXXIV-LXXV (1961), pp. 217-231
- Las fortificaciones de Pamplona a partir de la conquista de Navarra, "Príncipe de Viana" LIV-LV (1954) pp. 57-154
- Esfuerzo bélico de Navarra en el siglo XVI, Pamplona, 1981, 447 pp.

### Divulgación
Una de sus inquietudes era que cualquier persona, independientemente de su formación, pudiera conocer y entender la historia de Navarra. Por ello se dedicó a escribir numerosos trabajos en este sentido, destacando:
- Rincones de la Historia de Navarra, "Príncipe de Viana" (1954-1966), 3 vols. Ha tenido varias ediciones todas ellas agotadas como informa en la edición de 1979.[4]

Dentro de la colección de Navarra. Temas de Cultura Popular es autor de:
- La brujería. Navarra, n.° 4
- Almadías. Navarra, n.° 38
- El Tributo de las Tres Vacas, n.° 81
- Guerra contra la Convención, nº 106
- Los castillos y la Ciudadela de Pamplona, n.° 202
- Ceremonial de la Coronación, unción y exequias de los reyes de Inglaterra, n.° 255 (1976)